# Чьодраг Гяцо
Седмият Кармапа Чьодраг Гяцо (1454 – 1506) се ражда в началото на годината в семейството на Дракпа Палдруп и съпругата му Ламо Кий. Още като съвсем малък показва необикновена зрялост и интелигентност и бързо става ясно, че е прероден учител. Веднъж спонтанно изговаря семенните срички „А“ и „Хунг“ и заявява: „В света няма нищо друго освен пустота. Хората може да мислят, че има някаква вещественност, но това е грешка. За мен няма нито раждане, нито смърт“. Завеждат детето при Гялцап Палджор Дондруб, ученикът на предишния Кармапа, който по това време държи линията. Той го разпознава и при церемонията по качването на трона Чьодраг Гяцо обявява: „Аз съм Ваджрадхара.“ През следващите няколко години той остава с Гялцап Ринпоче и присъщите на всички Кармапи качества все по-силно се разгръщат. Обучението на младия Кармапа продължава при другия държател на линията Лама Джампал Зангпо и Ситу Таши Намгял.
Подобно на своя предшественик и седмият Кармапа има силата да спира междуособни конфликти, а проблемите на бутанските племена с местни енергии (Наги) също са разрешени. Започват да се строят мостове и се премахват пътни такси, което при Тибетско – Хималайския релеф има голямо значение за живота на много хора. Като продуктивен автор Кармапа оставя множество съчинения относно Виная, Мадхямака, логика и философия, коментари върху поученията на Асанга и Нагарджуна. При едно от многото си пътувания, отдадени на преподаване Чьодраг Гяцо среща и предава приемствеността на линията на първия Карма Тинлей, чиито следващи еманации предават както Сакя, така и Кагю. В края на живота си Кармапа дава инструкциите за откриване на следващото му прераждане на Ситу Ринпоче, на когото поверява линията. На следващата нощ умира медитирайки.
Седмият Кармапа оставя многочислени ученици, включващи Гялцап Тулку, Лама Таши Намгял, четвъртия Шамар Чьокий Дракпа Йеше Пал Зангпо, Лама Сандже Ниенпа, Сакя Чоден, Карма Тинлей, Карма Качодпа, Вангчук Гялцен, Сакя Вангчук и тертона от Нингма Самтен Лингпа.